# Войсковое (Днепропетровская область)
Войско́вое (укр. Військове) — село, Войськовой сельский совет, Солонянский район, Днепропетровская область, Украина.
Код КОАТУУ — 1225081901. Население по переписи 2001 года составляло 949 человек.
Является административным центром Войськового сельского совета, в который, кроме того, входят сёла Вовниги, Гроза, Калиновка и Петро-Свистуново.

## Географическое положение
Село Войсковое находится на правом берегу реки Днепр, выше по течению на расстоянии в 0,5 км расположено село Никольское-на-Днепре, ниже по течению на расстоянии в 7 км расположено село Вовниги.

## История
- В 1794 году в слободе проживало 275 человек.
- В 1886 году в селе проживало 720 человек.
- В 1967 году у села Войсковое Солонянского района Днепропетровской области был обнаружен ритуальный глиняный сосуд с надписью, датируемый эпохой черняховской культуры (II—IV века). Надпись на сосуде состоит из двенадцати позиций и использует 6 знаков. Надпись не была расшифрована, однако схожесть начертания надписи с рунами определённо имеется.

## Памятники

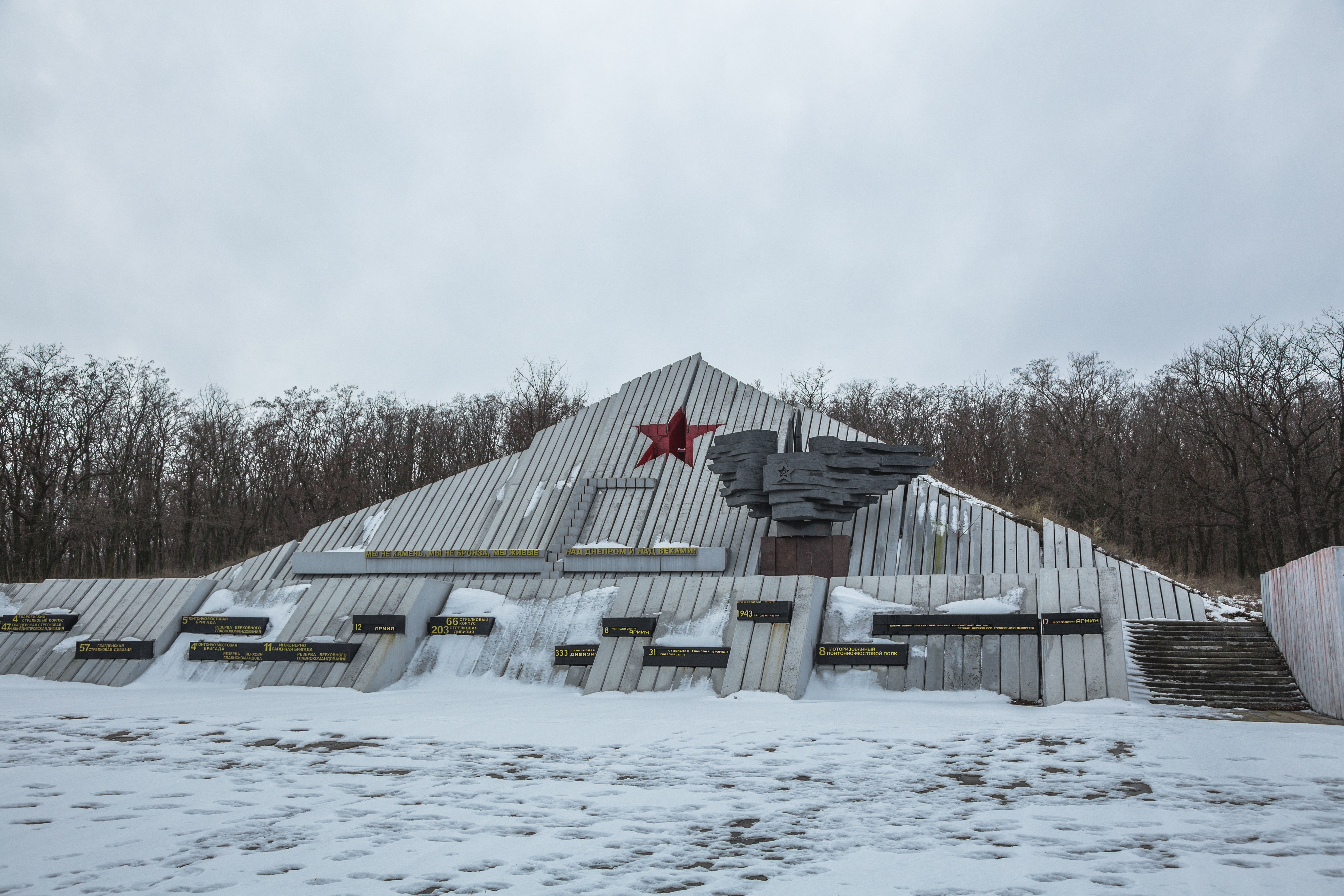
Мемориальный комплекс «Днепровский плацдарм» в селе Войсковое

Мемориальный комплекс «Днепровский плацдарм» на южной окраине с. Войсковое открытый в 1985 году на месте форсирования Днепра советскими войсками, которые освобождали г. Днепропетровск от немецкой оккупации.

## Экономика
- ООО «Квазар 99»

## Объекты социальной сферы
- Школа
- Детский сад
- Больница
- Клуб